# Pinniwallago kanpurensis
Pinniwallago kanpurensis — єдиний вид роду Pinniwallago родини Сомові ряду сомоподібних.

## Опис
Загальна довжина досягає 50 см. Статеві розбіжності достеменно невідомі. Голова помірно невелика. Очі невеличкі. Обидві щелепи витягнуті. На верхній розташовано 2 вусики, на нижній — 4. Тулуб масивний, ближче до хвоста витягнутий. Спинний та черевні плавці маленькі. Спинний має шип. Грудні плавці дещо більше за ці плавці. Анальний плавець дуже довгий, що тягнеться від початку черева до самого хвоста. Хвіст середнього розміру, з великою виїмкою.
Забарвлення піщане, темно-коричневе.

## Спосіб життя
Воліє прісної води, населяє демерсальну зону, легко приживається у ставках. Активний переважно вночі, вдень відпочиває у сховках. Полює на дрібну рибу, водних безхребетних.
Про процес нересту відомо мало.

## Розповсюдження
Поширений у басейні річки Ганг на ділянці штату Уттар-Прадеш, Індія.